# Прикладная статистика
Прикладная статистика — наука о методах обработки статистических данных. 
Методы прикладной статистики активно применяются в технических исследованиях, экономике, управлении, социологии, медицине, геологии, истории и так далее. С результатами наблюдений, измерений, испытаний, опытов, с их анализом имеют дело специалисты во многих областях дела, теоретической и практической деятельности.

## Появление прикладной статистики
В СССР термин «прикладная статистика» вошёл в широкое употребление в 1981 году после выхода массовым тиражом сборника «Современные проблемы кибернетики (прикладная статистика)». В этом сборнике обосновывалась трёхкомпонентная структура прикладной статистики. Во-первых, в неё входят ориентированные на прикладную деятельность статистические методы анализа данных. Однако прикладную статистику нельзя целиком относить к математике. Она включает в себя две нематематические области: методологию организации статистического исследования и организацию компьютерной обработки данных, в том числе разработку и использование баз данных и электронных таблиц, статистических программных продуктов, например, диалоговых систем анализа данных. В СССР термин «прикладная статистика» использовался и ранее 1981 г., но лишь внутри сравнительно небольших и замкнутых групп специалистов [1].

## Структура современной статистики
Прикладная статистика — методическая дисциплина, являющаяся центром статистики. При применении методов прикладной статистики к конкретным областям знаний и отраслям народного хозяйства получаются научно-практические дисциплины типа «статистика в промышленности», «статистика в медицине», «статистика в психологии» и др. С этой точки зрения эконометрика — это «статистические методы в экономике» [2]. Математическая статистика играет роль математического фундамента для прикладной статистики.
К настоящему времени очевидно чётко выраженное размежевание этих двух научных направлений. Математическая статистика исходит из сформулированных в 1930—1950 гг. постановок математических задач, происхождение которых связано с анализом статистических данных. Начиная с 1970-х годов исследования по математической статистике посвящены обобщению и дальнейшему математическому изучению этих задач.
Прикладная статистика нацелена на решение реальных задач. Поэтому в ней возникают новые постановки математических задач анализа статистических данных, развиваются и обосновываются новые методы. Обоснование часто проводится математическими методами, то есть путём доказательства теорем. Большую роль играет методологическая составляющая — как именно ставить задачи, какие предположения принять с целью дальнейшего математического изучения. Велика роль современных информационных технологий, в частности, компьютерного эксперимента.
Хотя статистические данные собираются и анализируются с незапамятных времён, современная математическая статистика как наука была создана, по общему мнению специалистов, сравнительно недавно — в первой половине XX в. Именно тогда были разработаны основные идеи и получены результаты, излагаемые ныне в учебных курсах математической статистики. После чего специалисты по математической статистике занялись внутри математическими проблемами, а для теоретического обслуживания проблем практического анализа статистических данных стала формироваться новая дисциплина — прикладная статистика. В настоящее время статистическая обработка данных проводится, как правило, с помощью соответствующих программных продуктов.
По типу решаемых задач прикладная статистика делится на разделы:
- описание данных;
- оценивание;
- проверка гипотез.

По виду анализируемых статистических данных прикладная статистика делится на четыре области:
- статистика (числовых) случайных величин,
- многомерный статистический анализ,
- статистика временных рядов и случайных процессов,
- статистика объектов нечисловой природы.